# 卡里达迪
卡里达迪（葡萄牙語：Caridade）是巴西塞阿拉州的一个市镇。总面积846.373平方公里，总人口17071人，人口密度20.2人/平方公里。